# 小平市立小平第九小学校
小平市立小平第九小学校（こだいらしりつこだいらだいきゅうしょうがっこう）は、東京都小平市鈴木町一丁目にある公立の小学校である。

## 校区
- 喜平町三丁目の一部[1]
- 鈴木町一丁目の一部
- 天神町一丁目の一部
- 天神町四丁目の一部

## 沿革
- 1965年4月 創立

## 学校教育目標
- よく考えすすんで学ぶ子
- 助け合うやさしい子
- 心も体もたくましい子

## 出身者
- 小林洋子（小平市長、元小平市議会議員）